# لایه‌بندی اقیانوس

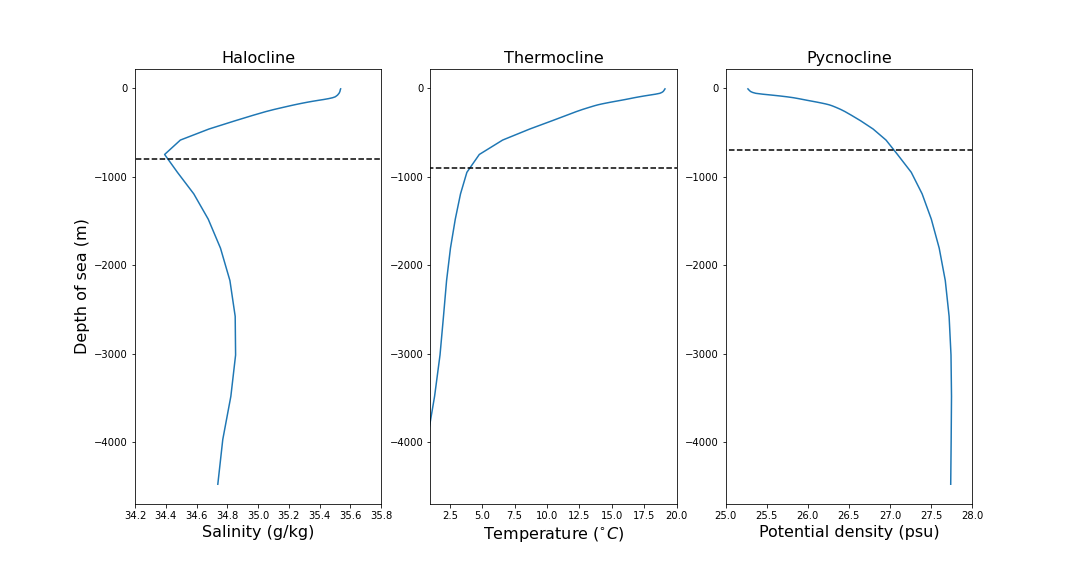
هالو-، ترمو- و پیکنوکلین در 10E، 30S. برای این تصویر از میانگین سالانه سال ۲۰۰۰ از داده‌های GODAS استفاده شده‌است.

لایه‌بندی اقیانوس (به انگلیسی: Ocean stratification)، جداسازی طبیعی آب اقیانوس به لایه‌های افقی بر اساس چگالی است که عموماً پایدار است، زیرا آب گرم روی آب سرد شناور است و گرمایش بیشتر از خورشید است که این آرایش را تقویت می‌کند. لایه‌بندی با اختلاط مکانیکی ناشی از باد کاهش می‌یابد، اما با همرفت (بالا رفتن آب گرم، فرورفتن آب سرد) تقویت می‌شود. لایه‌بندی در تمام حوضه‌های اقیانوسی و همچنین در دیگر آب‌ها رخ می‌دهد. لایه‌ها در لایه‌بندی مانعی برای اختلاط آب هستند که بر تبادل گرما، کربن، اکسیژن و دیگر مواد مغذی تأثیر می‌گذارد. لایه آمیختهٔ سطحی بالاترین لایه در اقیانوس است و به خوبی توسط اثرات مکانیکی (باد) و حرارتی (همرفت) درهم آمیخته می‌شود. تغییرات آب و هوایی سبب می‌شود که لایه‌بندی بالای اقیانوس‌ها افزایش یابد.
به دلیل بالا آمدن و پایین آمدن، که هر دو ناشی از باد هستند، آمیختگی لایه‌های مختلف می‌تواند به ترتیب از طریق بالا آمدن آب سرد غنی از مواد مغذی و غرق شدن آب گرم رخ دهد. به‌طور کلی، لایه‌ها بر اساس چگالی آب هستند: سنگین‌تر و در نتیجه متراکم‌تر، آب زیر آب سبک‌تر است که نشان‌دهنده یک طبقه‌بندی پایدار است. به عنوان مثال، چگالی‌شیب لایه‌ای در اقیانوس است که در آن تغییر چگالی در مقایسه با لایه‌های دیگر اقیانوس بیشترین میزان را دارد. ضخامت ترموکلاین در همه جا ثابت نیست و به متغیرهای مختلفی بستگی دارد.